# Unió Laurediana
Unió Laurediana (UL, Unión Laurediana) es un partido político de Andorra que se presenta a las elecciones comunales y generales de Andorra. Es un partido de la parroquia de San Julián de Loria. En las elecciones generales no se presenta en la lista nacional sino en la lista comunal. En las elecciones generales del 2011 lograron dos escaños, contribuyendo a la mayoría absoluta de Demócratas por Andorra (DA), partido nacional con el cual colaboran.
En las elecciones parlamentarias de Andorra de 2019 se presentó dentro de Tercera Vía y sacaron 4 escaños en el Consejo general de Andorra. Apoyaron al candidato de Demócratas por Andorra, Xavier Espot y fue investido jefe de gobierno de Andorra.